# William Guarnere
William J. "Wild Bill" Guarnere (28 de abril de 1923 — 8 de março de 2014) foi um militar americano que fez parte da Companhia Easy, 2° Batalhão, 506.º Regimento de Infantaria Paraquedista da 101.ª Divisão Aerotransportada do Exército dos Estados Unidos durante a Segunda Guerra Mundial.

## Juventude
William Guarnere nasceu no sul da Filadélfia, Pensilvânia, caçula de 10 irmãos, filho de Joseph "Joe" e Augusta Guarnere. Durante a Grande Depressão, ele foi incluído no programa Cidadão Militar Training Camp (CMTC), programa de ajuda do governo. Sua mãe havia dito aos recrutadores que ele tinha 17 anos quando na verdade estava com 15, idade aceita para o programa. Passaria três verões na CMTC, mas acabou levando quatro anos para ser concluí-lo. O plano era que uma vez concluído seu treinamento, se tornaria um oficial no Exército dos Estados Unidos. Infelizmente, depois do seu terceiro ano, o programa foi cancelado devido à guerra que já havia explodido na Europa.
Em 31 de agosto de 1942, Guarnere alistou-se no Regimento Paraquedista e começou a treinar no Camp Toccoa, na Geórgia.

## Serviço Militar
William Guarnere seria destacado para a Easy Company, 2 º Batalhão, Regimento de Infantaria Paraquedistas 506, da 101ª Divisão Aerotransportada. Faria seu primeiro salto em combate no Dia D, como parte da invasão aliada da França. Divisão esta que seria uma das precursoras do ataque, juntamente com a 82ª Divisão Aeroterrestre. Ele ganhou o apelido de "Wild Bill" por causa de sua atitude negligente em relação aos alemães.
Outro apelido que ele possuía era gonorreia devido a semelhança com seu sobrenome (esta foi usada na minissérie Band of Brothers). Demonstrava forte ódio para com os alemães, porque um dos seus irmãos mais velhos, Henry, foi morto lutando contra o exército alemão na campanha italiana de Monte Cassino.
Guarnere faria jus ao seu apelido de "Wild Bill", um terror no campo de batalha, atacando ferozmente os alemães, durante os confrontos.

## SérieBand of Brothers
Na série de TV criada pelo canal estadunidense HBO e intitulada Band of Brothers, Bill Guarnere é representado por diversas vezes, como no Capítulo 02, madrugada de 6 de junho de 1944, dia D, após saltar sobre a Normandia, reagrupa-se ao Tenente Winters e outros homens de unidades mistas para tomar a pequena vila de Sainte-Marie-du-Mont. A caminho do objetivo, encontram um comboio alemão de abastecimento. Winters posiciona os homens em uma emboscada embaixo de uma ponte e dá ordens para abrir fogo apenas ao seu comando, mas Bill desobedece as ordens e abre fogo ao primeiro sinal do inimigo, levando os demais a atirar, matando todos os alemães da unidade.
Mais tarde, na manhã do dia 6 de junho, Winters recebe ordens para atacar uma bateria de canhões obus de 105 mm em Brécourt Manor. O 2º Pelotão, do qual Guarnere é o sargento, é destacado, juntamente com um grupo de 11 homens para atacar a bateria alemã atacou a força alemã, com aproximadamente 50 soldados. O ataque liderado por Winters é demonstrado ainda hoje na academia militar de West Point  como um exemplo de ataque a um alvo fixo.
No capítulo 7 Durante a Batalha de Bastogne (Batalha do Bulge), Bill é atingido por um morteiro na perna direita e também alguns estilhaços nas nádegas direita. Em 17 de outubro foi retirado da frente e batalha e enviado para um Hospital na Inglaterra.
Perdeu parte da perna em tentativa de ajudar seu amigo Joe Toye em um bombardeio alemão na floresta das Ardenas, amputada um pouco acima do joelho. Após ter sido dispensado em 1945, recebeu um atestado de 80% de invalidez. Em 1967, finalmente obteve atestado de invalidez total e conseguiu aposentar-se. Seu filho mais velho também foi paraquedista, no Vietnã. Ele foi interpretado na minissérie Band of Brothers da HBO pelo ator Frank John Hughes.
Guarnere recebeu a Estrela de Prata por bravura em combate, durante o assalto a Brécourt Manor no Dia D, mais tarde foi condecorado com duas Estrela de Bronze e duas Purple Hearts, fazendo dele um dos dois únicos membros da Easy Company (sendo o outro Lynn Compton), a ser concedido a Silver Star durante todo o período da guerra, enquanto membro da Easy.

## Condecorações
- Silver Star
- Bronze Star
- Purple Heart
- Good Conduct Medal
- European-African-Middle Eastern Campaign Medal
- World War II Victory Medal
- Presidential Unit Citation